# Stade Émile Mayrisch

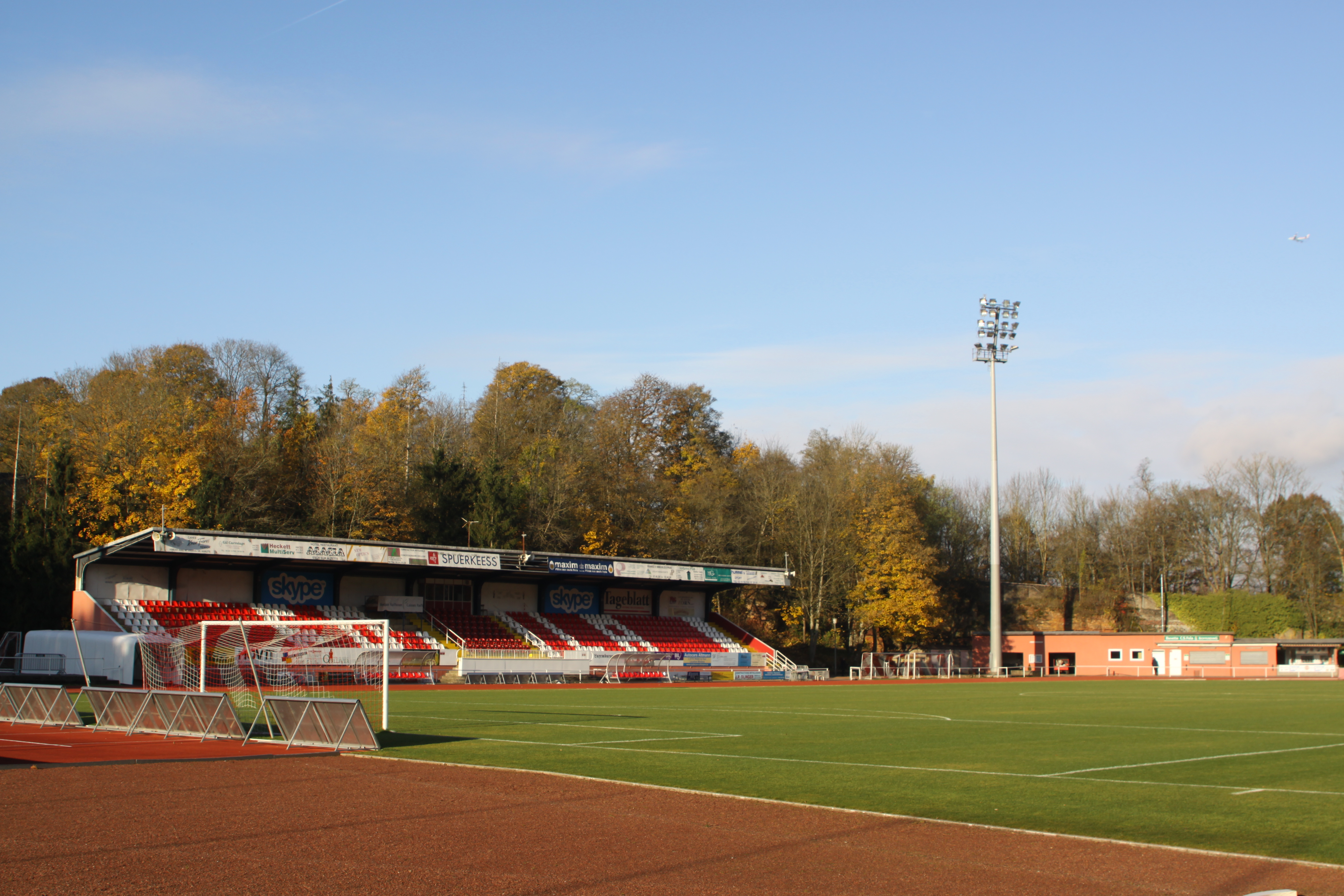
Die 2011 renovierte und modernisierte Haupttribüne des Stade Émile Mayrisch. (2013)

Das Stade Émile Mayrisch, auch Stade Municipal Émile Mayrisch genannt, ist ein Fußballstadion in Esch an der Alzette, Luxemburg. Es ist die Heimstätte des Fußballklubs und siebenfachen luxemburgischen Meisters CS Fola Esch, sowie des Amateurathletikklubs CA Fola Esch. Das Stadion bietet auf der Haupttribüne rund 660 Sitzplätze und verfügt über etwas mehr als 3.000 Stehplätze. Das nach dem Stahlindustriellen und Präsidenten des Direktoriums der ARBED Emil Mayrisch benannte Stadion war einst für 10.000 Zuschauer ausgelegt, hat heute aus bautechnischen Gründen jedoch nur mehr eine Kapazität von rund 3.900 Besuchern.
Das im Süden von Esch an der Alzette an der Rue du Stade gelegene Stadion verfügt neben dem Spielfeld auch über eine sechsspurige 400 Meter lange Laufbahn. Des Weiteren gibt es hinter einer Breitseite des Spielfeldes eine zusätzliche achtspurige 100-Meter-Bahn, sowie eine Sprunggrube und eine Hochsprunganlage. Der Trainingsplatz des Fußballvereins befindet sich am anderen Ende der Stadt an der im Norden gelegenen Rue Dr. Emile Colling. Neben dem Hauptplatz gibt es auch noch einen kleineren vor allem hobbymäßig genutzten Platz hinter einem Zaun auf der anderen Breitseite.
Die zuvor mit gelb und grün gestrichenen Holzbänken ausgestattete Haupttribüne wurden im Jahre 2011 renoviert und modernisiert und erstrahlt seitdem mit Kunststoffbestuhlung in den Vereinsfarben und dem mit den Sitzplätzen geformten Vereinsnamen „FOLA“. Das Stadion am Galgenberg wurde bei einem Turnier der drei Klubs der Stadt (CS Fola Esch, Jeunesse Esch und US Esch) im September 2011 wiedereröffnet. Seit Mai 2017 verfügt das Stadion auf der Gegengerade über eine neue, unüberdachte Sitzplatztribüne mit ca. 500 roten Schalensitzen. 